# Pandora (figlia di Deucalione)
Pandora (in greco antico: Πανδώρα?, Pandốra) è un personaggio della mitologia greca. Fu la nipote della più nota Pandora della leggenda del Vaso di Pandora.

## Genealogia
Figlia di Deucalione e Pirra e sorella di Tia, Elleno, Protogenia e Anfizione.
Diede a Zeus i figli Greco, Latino, Melera e Pandoro.

## Mitologia
Greco e Latino erano fratelli, (figli di Zeus e Pandora), e da loro derivano i nomi di Greci e Latini.